# Hucisko (rejon przemyślański)
Hucisko – nieistniejąca wieś na Ukrainie w rejonie przemyślańskim należącym do obwodu lwowskiego.
Powstała na początku XIX w. Posiadała murowany kościół, wzniesiony w 1912 r., należący do parafii św. Walentego w Rakowcu.

W II Rzeczypospolitej wieś położona w gminie Chlebowice Wielkie w powiecie bóbreckim województwa lwowskiego. W 1931 r. liczyła 109 zagród 634 mieszkańców, prawie sami Polacy. 13 kwietnia 1944 r. oddział Ukraińskiej Powstańczej Armii, wspierany przez ukraińskich chłopów z okolicznych wiosek, zamordował 118 i ranił 25 Polaków. Zabudowania gospodarcze obrabowano i spalono. Po II wojnie światowej wieś nie została odbudowana. Pozostały jedynie ruiny kościoła. 
Większość ocalałych Polaków z Huciska zamieszkała po wojnie w Niezgodzie na Dolnym Śląsku, gdzie w 2016 r. ustawiła pomnik upamiętniający pomordowanych krewnych i sąsiadów.